# Zone de Tornquist

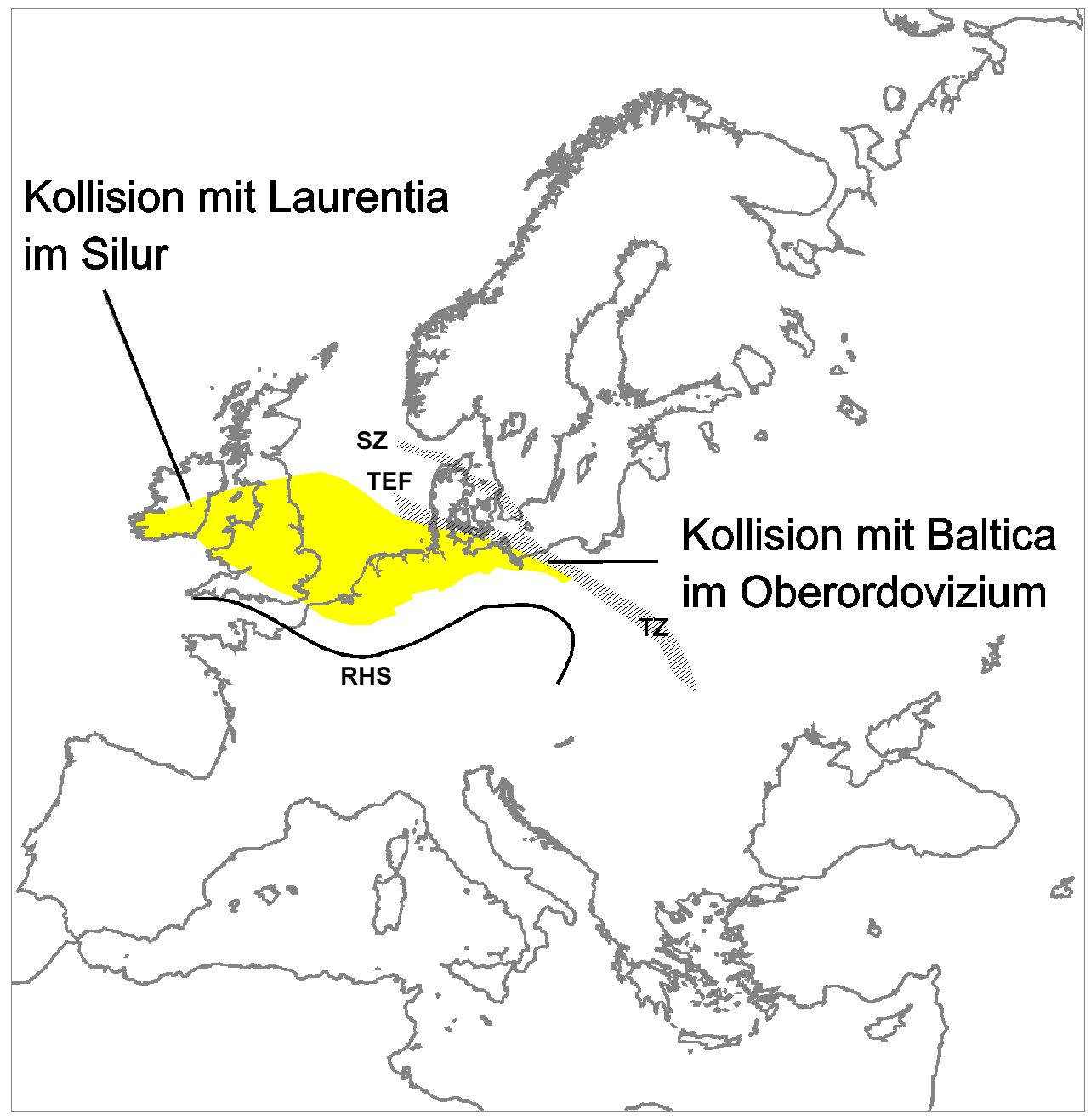
La zone de Sorgenfrei (SZ) et de Teisseyre (TZ) constituent la zone de Tornquist

La zone de Tornquist est une vaste zone de faille orientées nord-ouest sud-est, s'étendant de la mer du Nord à la Pologne, en passant par le sud de la Suède (Scanie) et l'île danoise de Bornholm. Elle est traditionnellement divisée en deux parties : la zone de  Sorgenfrei-Tornquist au nord-ouest, et la zone de Teisseyre-Tornquist au sud-est, la jonction s'effectuant au niveau de Bornholm. Cette zone constitue la zone de jonction entre le bouclier scandinave (le paléocontinent Baltica) et le reste de l'Europe (dont la frontière nord est le paléocontinent Avalonia). Elle s'est formée lors de la fermeture de l'océan Tornquist.
Cette zone tectonique est responsable de la formation de plusieurs horsts en Scanie, tels que Romeleåsen, Söderåsen, Linderödsåsen... Ces horsts constituent des reliefs proéminents dans la région, bien que ne culminant qu'à un peu plus de 200 m.
La zone tire son nom du géologue allemand Alexander Tornquist (de) (1868-1944), qui l'étudia.